# ベレジンスキー＝コステリッツ＝サウレス転移
ベレジンスキー＝コステリッツ＝サウレス転移（ベレジンスキー＝コステリッツ＝サウレスてんい、BKT転移、英:  Berezinskii-Kosterlitz-Thouless transition）、または、コステリッツ＝サウレス転移（KT転移）とは、統計力学の2次元XY模型において起こる相転移である。1971年にヴァディム・ベレジンスキー、1973年にジョン・M・コステリッツとデイヴィッド・J・サウレスによって理論的に提案され、1978年にヘリウム4の超流動薄膜において実験的に観測された。

## 概要
通常の相転移は、低温相では長距離秩序が存在し、温度上昇に伴い秩序が壊れて無秩序相へと移行する。対称性の言葉で言えば、低温相では系の持つ対称性が自発的に破れており、高温相では対称性が回復している。統計力学において相転移現象を記述するために用いられる模型の一つであるXY模型の場合、3次元空間においては通常の二次相転移が起こる。しかし、2次元空間においては、マーミン＝ワグナーの定理から、対称性が自発的に破れず、長距離秩序を持つ相は存在し得ないことが示されている。空間の次元が低くなるとゆらぎが大きくなり、秩序相が不安定となって相転移が起こらなくなるというのは一般的に知られている性質であり、例えば、2次元イジング模型や3次元ハイゼンベルク模型は二次相転移を起こすが、1次元イジング模型や2次元ハイゼンベルク模型は相転移を起こさない。しかし、これらとは異なる特殊な例として、2次元XY模型は低温相において通常の長距離秩序を持たない代わりに、特殊な秩序を持つことで相転移を起こす。これが、ベレジンスキー＝コステリッツ＝サウレス転移と呼ばれる相転移である。
一般的な相転移では、低温相における相関関数は一定の値を持つが、BKT転移の場合には距離に対してべき的に減衰する。このような減衰は本来は臨界点において起こるはずの挙動である。つまりこれは、BKT転移の転移温度以下の低温相においては、有限の温度領域に渡って臨界点としての状態が続いていることを意味している。この状態の秩序は準長距離秩序 (quasi long range order) と呼ばれる。
BKT転移は、実験的には、ヘリウム4の超流動薄膜、2次元超伝導体、ジョセフソン接合列、冷却原子気体のボース＝アインシュタイン凝縮などにおいて観測されている。

## 準長距離秩序
2次元XY模型のハミルトニアンを
{\displaystyle H=-J\sum _{\langle i,j\rangle }\mathbf {S} _{i}\cdot \mathbf {S} _{j}=-J\sum _{\langle i,j\rangle }\cos(\theta _{i}-\theta _{j})}
とする。ここで、Jは相互作用の強さを表す定数、{\displaystyle {\boldsymbol {S}}_{i}=(\cos {\theta _{i}},\sin {\theta _{i}})}は2成分のスピンベクトル、θiは2次元空間でスピンの向きを指定する角度である。
この模型において、ゆらぎを持つスピン{\displaystyle {\boldsymbol {S}}_{i}}と{\displaystyle {\boldsymbol {S}}_{j}}についての相関関数は以下のように定義される。
{\displaystyle G({\boldsymbol {r}}_{i}-{\boldsymbol {r}}_{j})=\langle {\boldsymbol {S}}_{i}\cdot {\boldsymbol {S}}_{j}\rangle =\langle \cos(\theta _{i}-\theta _{j})\rangle =\langle e^{i(\theta _{i}-\theta _{j})}\rangle }
ここで、{\displaystyle {\boldsymbol {r}}_{i}}はi番目のスピンの位置である。最後の等式は、虚数部分の熱平均がゼロとなることを用いている。
高温領域の振る舞いは、高温展開を用いて調べることができる。このとき、相関関数はスピン間の距離rの関数として指数関数的に減少することが示される。
{\displaystyle G({\boldsymbol {r}}_{i}-{\boldsymbol {r}}_{j})\sim \exp \left(-r\log {\frac {2}{\beta J}}\right)}
ここで、βは逆温度である。
一方、低温領域については、スピン波近似を用いて計算される。系が十分低温である場合、各スピンのゆらぎは小さくなり、隣接するスピン同士の向きはほとんど同じとみなすことができる。このような近似のもとで、相関関数は
{\displaystyle G({\boldsymbol {r}}_{i}-{\boldsymbol {r}}_{j})\sim \left({\frac {1}{r}}\right)^{1/2\pi \beta J}}
となる。この式は距離rに反比例する減少関数となっている。
通常の相転移では、秩序相であれば長距離秩序が存在し相関関数は減衰せず、無秩序相であれば相関関数は指数関数的に減衰する。つまり2次元XY模型の低温領域における相関は、距離が離れるにつれてゆっくりと減衰するような特殊な秩序を持っている。このような秩序は準長距離秩序と呼ばれる。

## 量子渦のダイナミクス

### 渦の役割
2次元XY模型の相転移においては、量子渦のダイナミクスが重要となる。
BKT転移を示す多くの系では、低温においては渦とその渦度が逆符号の渦とが束縛されたペア（渦対）となって存在し、温度上昇に伴い無秩序相へ移ると、渦対は束縛されていない単独の渦2個へと解離する。これは、低温においては単独の渦の存在は不安定となっているが、渦対として存在することは可能であり、逆に高温では、単独の渦の存在が安定となるためである。これより、転移温度より低温のBKT相では、束縛された渦対のみが存在する。ただし、低温相における渦対はスピン波による準長距離秩序にほとんど寄与しない。一方で、転移温度より高温では、単独の渦が大量に発生することで、スピン間の相関は指数関数的に抑制され、秩序は失われる。

### 単独の渦のエネルギー
BKT転移のメカニズムを解明するために、渦生成に必要なヘルムホルツの自由エネルギー（つまり、エネルギーとエントロピーとの競合）について考える。
単独の渦1個（簡単のため、渦度を1とする）が持つエネルギーは、スピン波近似のハミルトニアンから、
{\displaystyle E\sim {\frac {J}{2}}\int {\mathrm {d} }^{2}r(\nabla \theta )^{2}={\frac {J}{2}}\int _{a}^{L}d^{2}r2\pi {\mathrm {d} }r{\frac {1}{r^{2}}}=\pi J\log \left({\frac {L}{a}}\right)}
と表せる。第2式の動径方向の積分は、格子間隔（渦芯の半径）aを下限として系全体の半径Lまでの範囲で行っている。また、2次元格子上で渦の中心を置く位置のとりうる数（つまり、微視的な状態数）を考えて、ボルツマンの公式を用いると、渦のエントロピーは
{\displaystyle S=\log \left({\frac {L}{a}}\right)^{2}}
となる。これらを用いると、単独の渦1個を生成するのに必要な自由エネルギーは
{\displaystyle F=E-TS=(\pi J-2T)\log \left({\frac {L}{a}}\right)}
となる。
F=0となる温度を転移温度として定義すると、転移温度TBKTは、近似的に
{\displaystyle T_{BKT}={\frac {\pi J}{2}}}
となる。転移温度より高温では、渦を生成するためのエネルギーFが負となるため、系全体で渦が発生した方が安定となり大量の渦が存在する相となる。一方、転移温度以下の低温相では、単独の渦生成のエネルギーが正となるため、渦の存在しない相（BKT相）となった方が安定である。ただし、後述するように、渦と逆符号の渦が対を為すような励起であれば、存在することは可能である。
上述の転移温度の見積もりは近似的なものであり、より精密な解析は繰り込み群を用いて行われる。

### 渦対のエネルギー
複数の渦が存在する系全体のエネルギーは、
{\displaystyle E\sim -\pi J\sum _{i\neq j}n_{i}n_{j}\log \left|{\frac {{\boldsymbol {r}}_{i}-{\boldsymbol {r}}_{j}}{a}}\right|+\pi J\left(\sum _{i}n_{i}\right)^{2}\log \left({\frac {L}{a}}\right)}
となる。ここで、niはi番目の渦の持つ渦度、{\displaystyle {\boldsymbol {r}}_{i}}はi番目の渦の位置、Lは系全体の大きさを表す原点からの半径、aは格子間隔（渦芯の半径）であり、{\displaystyle \left|{\boldsymbol {r}}_{i}-{\boldsymbol {r}}_{j}\right|>a}が仮定されている。上式の第1項は異なる渦の間に働く相互作用エネルギー、第2項は各々の渦自身のエネルギーを表す。
第1項は、渦度ni、njを持つ渦の間に、距離について対数関数として振る舞う相互作用があることを示している。この対数的な相互作用は、2次元系におけるクーロンポテンシャルと同じ形をしている。これは、2次元XY模型における相転移が、2次元クーロン気体における相転移と等価であることを示している。2次元クーロン気体においては、渦度niの代わりに電荷niによって相互作用の性質が変化し、低温においては逆符号の電荷が対となって存在し、電荷が単独で存在できない閉じ込め相、高温では単独の電荷が存在するプラズマ相が現れる。
第2項は、熱力学極限（L→∞）において発散する。これは、無限に広い系において、単独の渦を発生させるためには無限大のエネルギーが必要であり、したがって、単独の渦は存在し得ないことを示唆している。ただし、系全体の渦度がゼロであるとき、つまり中性条件{\displaystyle \sum _{i}n_{i}=0}が満たされるとき、第2項はゼロとなり発散は生じない。これより、逆符号の渦同士が結合した渦対が存在している分には、系全体のエネルギーは有限値に保たれることが分かる。
上式より、渦対のエネルギーは、2個の渦の渦度(ni, nj)を(+1, -1)とすると、
{\displaystyle E\sim 2\pi J\log \left|{\frac {{\boldsymbol {r}}_{i}-{\boldsymbol {r}}_{j}}{a}}\right|}
となる。

## その他
2016年度のノーベル物理学賞は「トポロジカル相転移と物質のトポロジカル相の理論的発見」に貢献したデイヴィッド・J・サウレス、ダンカン・ホールデン、ジョン・M・コステリッツの三名に授与されることが発表された。